# Polewacze
Polewacze (biał. Палевачы; ros. Полевачи) – wieś na Białorusi, w obwodzie witebskim, w rejonie głębockim, w sielsowiecie Prozoroki.
Znajduje tu się przystanek kolejowy Polewacze, położony na linii Połock – Mołodeczno.

## Historia
W czasach zaborów w powiecie dzisieńskim, w guberni wileńskiej Imperium Rosyjskiego.
W latach 1921–1945 majątek i osada kolejowa leżały w Polsce, w województwie wileńskim, w powiecie dziśnieńskim, w gminie Prozoroki.
Według Powszechnego Spisu Ludności z 1921 roku zamieszkiwały tu 82 osoby, 55 było wyznania rzymskokatolickiego, 15 prawosławnego a 12 mojżeszowego. Jednocześnie 16 mieszkańców zadeklarowało polską, 54 białoruską a 12 żydowską przynależność narodową. Było tu 9 budynków mieszkalnych. W 1931 majątek w 5 domach zamieszkiwało 33 osób, a osadę kolejową w 1 domu 14 osób.
Wierni należeli do parafii rzymskokatolickiej i prawosławnej w Prozorokach. Miejscowość podlegała pod Sąd Grodzki w Głębokiem i Okręgowy w Wilnie; właściwy urząd pocztowy mieścił się w Prozorokach.
Ulokowana tu była kompania graniczna KOP „Polewacze”.
W wyniku napaści ZSRR na Polskę we wrześniu 1939 miejscowość znalazła się pod okupacją sowiecką. 2 listopada została włączona do Białoruskiej SRR. Od czerwca 1941 roku pod okupacją niemiecką. W 1944 miejscowość została ponownie zajęta przez wojska sowieckie i włączona do Białoruskiej SRR.
Od 1991 w składzie niepodległej Białorusi.